# Il diario segreto di Noel
Il diario segreto di Noel (The Noel Diary) è un film del 2022 diretto da Charles Shyer.

## Trama
Quando uno scrittore di bestseller torna nella sua città per Natale per mettere ordine all'eredità di sua madre, troverà un diario segreto che nasconde dei segreti del passato.

## Distribuzione
Il film è stato distribuito sulla piattaforma Netflix a partire dal 24 novembre 2022.